# 西里·阿达德
西里·阿达德（约公元前1842年—约公元前1835年在位）（英語：Silli-Adad）拉尔萨国王。在位数年便于与巴比伦作战中身亡。